# Aglais teruelensis
Aglais teruelensis är en fjärilsart som beskrevs av Sheldon 1913. Aglais teruelensis ingår i släktet Aglais och familjen praktfjärilar. Inga underarter finns listade i Catalogue of Life.